# Maciej Bundzylak
Maciej Bundzylak (ur. 26 lutego 1890 w Koniuszkach Siemianowskich, zm. 1940 w ZSRR) – polski kolejarz, rolnik, działacz społeczny, wójt, senator w II Rzeczypospolitej, ofiara zbrodni katyńskiej.

## Życiorys

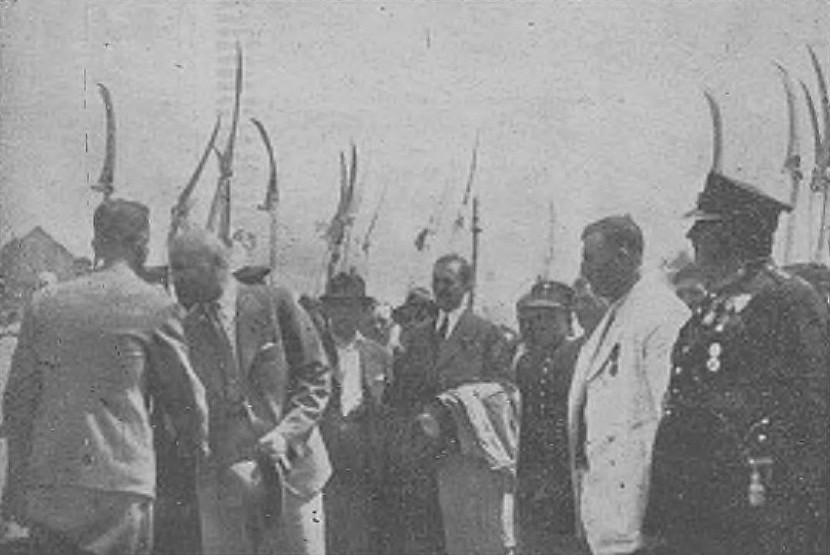
Poświęcenie Domu Ludowego w Zagórzu (czerwiec 1938). W białym stroju wójt Maciej Bundzylak

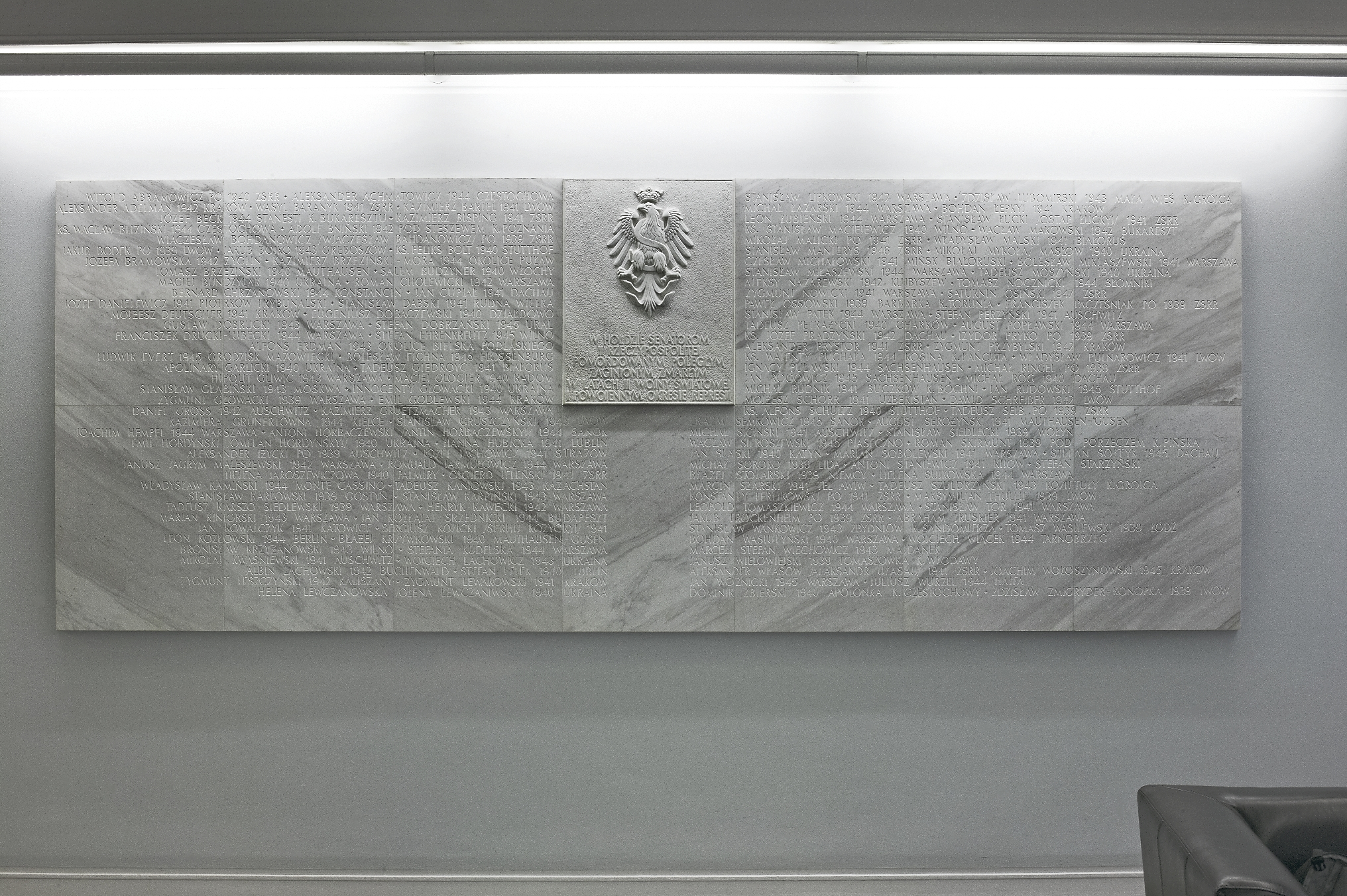
Tablica pamiątkowa w Senacie RP

Był synem Józefa i Anny z domu Swedryk. Ukończył 2-klasową szkołę w Zagórzu i pięć klas szkoły wydziałowej w Rudkach. W 1907 rozpoczął pracę na kolei na linii Lwów-Sambor. Należał do Polskiego Towarzystwa Gimnastycznego „Sokół” i Ochotniczej Straży Pożarnej w Koniuszkach Siemianowskich.
W latach 1911–1912 i 1914–1915 służył w armii austriackiej w szeregach 10 batalionu strzelców. Po wyjściu z wojska wrócił do pracy na kolei w 1914. Po wybuchu I wojny światowej ponownie wcielony do ww. jednostki, służąc na froncie rosyjskim i serbskim.
Od 1918 służył w Wojsku Polskim, m.in. w 4 pułku piechoty Legionów. Potem w oddziale wywiadowczym gen. Zygmunta Zielińskiego. Po internowaniu przez wojska ukraińskie w obozie w Sąsiadowicach zbiegł stamtąd 15 maja 1919 z obozu jenieckiego i został komendantem polskiej milicji w gminie Koniuszki Siemianowskie. 
W dwudziestoleciu międzywojennym prowadził gospodarstwo rolne w rodzinnej miejscowości. Został wybrany wójtem gminy Koniuszki Siemianowskie i pozostawał nim do końca lat 30. Był inicjatorem budowy szkoły, mleczarni i świetlicy, prezesem koła Związku Strzeleckiego, prezesem kółka rolniczego i Kasy Stefczyka, członkiem Państwowej Rady Rolniczej. Dekretem Ministra Rolnictwa i Reform Rolnych z 14 stycznia 1937 został mianowany radcą Lwowskiej Izby Rolniczej. W 1928 kandydował do Sejmu (lista: Monarchistyczna Organizacja Wszechstanowa). Od 1938 należał do OZN. W 1938 został senatorem V kadencji (1938–1939) z województwa lwowskiego, należał do klubu OZN i pracował w komisjach: administracyjno-samorządowej, rolnej i skarbowej. Został odznaczony Brązowym i w 1937 Srebrnym Krzyżem Zasługi.
Około 4–5 września 1939 przyjechał z Warszawy do rodzinnej wsi, pożegnał się z bliskimi i wyjechał, aby dołączyć do ewakuowanych z Warszawy władz. Jesienią 1939 został aresztowany przez NKWD, a śledztwo w jego sprawie wszczęto 15 lutego 1940. Został rozstrzelany przez NKWD wiosną 1940 na Ukrainie w nieznanych okolicznościach. Jego nazwisko znalazło się na tzw. Ukraińskiej Liście Katyńskiej opublikowanej w 1994 (został wymieniony na liście wywózkowej 42/30 oznaczony numerem 330, dosłownie określony jako Maciej Bundzilak). Został pochowany na otwartym w 2012 Polskim Cmentarzu Wojennym w Kijowie-Bykowni.
Z żoną Anną (ur. 1895) miał córkę Józefę (ur. 1921). W 1941 rodzina została deportowana na ziemie kazachskie, gdzie Anna zmarła. Zamężna córka, Zofia Chomont, również wywieziona do ZSRR, wróciła do Polski w 1948, zamieszkała w Bieniowie, gdzie zmarła.

## Upamiętnienie
Został upamiętniony na tablicy pamiątkowej odsłoniętej 3 lipca 1999 w gmachu Senatu RP ku czci senatorów II RP, którzy zginęli w czasie II wojny światowej i okresie powojennych represji.